# Jacek Grabowski
Jacek Zdzisław Grabowski (ur. 29 stycznia 1962) — polski trener siatkówki, tak mężczyzn jak i kobiet. Przez większość kariery związany z męskimi lub żeńskimi zespołami Gwardii Wrocław.
Jacek Grabowski jest absolwentem Akademii Wychowania Fizycznego we Wrocławiu, oraz trenerem I klasy piłki siatkowej. Jego kariera trenerska rozpoczęła się najpierw od szkolenia młodzieży w Gwardii Wrocław. Swoje życie poświęcił rozwojowi młodych talentów doskonale zdając sobie sprawę z tego, iż treningi z dziećmi zaowocują w przyszłości wspaniałymi osiągnięciami nowych zawodników, którzy zasilą szeregi drużyn nie tylko na parkiecie regionalnym ale i międzynarodowym. Jego wychowankami są między innymi Joanna Kaczor, Katarzyna Mroczkowska, Anna Werblińska (Barańska) Natalia Bamber, Karolina Ciaszkiewicz. W latach 1990–1992 był trenerem reprezentacji juniorek. Jest trenerem który wprowadził zespół żeński i męski do ekstraklasy i z sukcesami pracował na najwyższym szczeblu rozgrywek (dwukrotnie drugie miejsce Puchar Polski). Był pierwszym trenerem prowadzącym zespół Impel Gwardia Wrocław i twórcą największych sukcesów drużyny. W sezonie 2007/08 do 31 stycznia 2008 był pierwszym trenerem polskiej żeńskiej drużyny Centrostal Bydgoszcz grającej w Lidze Siatkówki Kobiet. Wskutek słabej gry zespołu ww. dnia złożył dymisję, która została przyjęta przez zarząd drużyny Centrostalu, po czym wrócił do Wrocławia. Funkcję prezesa pełni od 2008 roku i przeprowadził zespół od stowarzyszenia KS Gwardia Wrocław do spółki Impel Volleyball S.A. Również od tego roku na forum Dolnego Śląska piastuje funkcję Wiceprezesa Dolnośląskiego Związku Piłki Siatkowej. Od 2011 roku pełni funkcję prezesa Impel Volleyball S.A. Dzięki jego decyzjom zespół Impel Gwardia Wrocław w 2010 roku zajął czwarte miejsce w Pucharze Challenge, a w 2013 roku zakwalifikował się do półfinału Pucharu Polski. Jednak zwieńczeniem kilkunastoletniej współpracy było zdobycie przez siatkarki Impel Wrocław srebrnego medalu Mistrzostw Polski, tym samym stając na najwyższym stopniu podium w historii klubu. Dzięki temu zakwalifikowały się do Ligi Mistrzyń. Była to ogromna radość, satysfakcja i nagroda za te długie lata poświęcone drużynie. Jest członkiem Rady Fundacji Młoda Gwardia. Dzięki pełnieniu owej funkcji zajmuje się wspieraniem młodych talentów poprzez organizację programów młodzieżowych takich jak Volleymania, Młodzieżowe Centra Sportu, Grupy Szkolenia Podstawowego czy Volleymania Dolny Śląsk. Prócz nadmienionych wyżej funkcji jest także członkiem Rady Nadzorczej Polskiego Związku Piłki Siatkowej.
19 grudnia 2015 roku został trenerem żeńskiego zespołu Impel Wrocław.